# Dom and Nic
Nick Goffey (...) e 
  Dominic Hawley (...), generalmente noti come dom&nic, sono due registi cinematografici britannici.

## Biografia
I due hanno diretto numerosi videoclip e spot pubblicitari a partire dal 1994.

## Videografia
1994
- Supergrass - "Mansize Rooster"
- Supergrass - "Caught by the Fuzz"

1995
- Suggs - "The Tune"
- The Bluetones - "Bluetonic"
- Supergrass - "Time"
- Supergrass - "Alright"
- Supergrass - "Lenny"
- The Mystics - "Who's That Girl?"

1996
- The Chemical Brothers - "Setting Sun"
- The Bluetones - "Marblehead Johnson"
- Supergrass - "Going Out"
- The Mystics - "Lucy's Factory"

1997
- Supergrass - "Late in the Day"
- David Bowie & Trent Reznor - "I'm Afraid of Americans (V1)"
- Oasis - "D'You Know What I Mean?"
- Supergrass - "Cheapskate"
- The Chemical Brothers - "Block Rockin' Beats"
- Supergrass - "Sun Hits the Sky"
- Supergrass - "Richard III"
- Reef - "Come Back Brighter"

1998
- The Smashing Pumpkins - "Ava Adore"
- The Wallflowers - "Heroes"

1999
- Robbie Williams - "She's the One"
- The Chemical Brothers - "Hey Boy, Hey Girl"
- Lodger - "Small Change"

2000
- David Bowie - "The Pretty Things Are Going to Hell"

2001
- Faithless - "We Come One"

2002
- Supergrass - "Grace"
- The Chemical Brothers, featuring Richard Ashcroft - "The Test"

2003
- Supergrass - "Rush Hour Soul"

2004
- Supergrass - "Kiss of Life"
- Supergrass - "Lose It"
- Faithless - "Mass Destruction"

2005
- The Chemical Brothers - "Believe"

2007
- The Chemical Brothers - "The Salmon Dance"

2008
- The Chemical Brothers - "Midnight Madness"